# IV. Pietro Candiano
IV. Pietro Candiano (Velence, 10. század – Velence, 976. augusztus 11.) volt Velence történetének huszonkettedik dózséja. A Candiano család negyedik trónra került tagja igen ambiciózus és hatalomvágyó volt. A velenceiek még évszázadokkal halála után is úgy emlékeztek meg róla, mint az abszolút uralkodó mintapéldányáról. És valóban, Pietro uralkodása során arra törekedett, hogy a Serenissima Repubblica a többi európai államhoz hasonlóan örökletes uralkodói hatalom alá kerüljön. A vízre épült város lakói, főként a kereskedők és az arisztokrácia nem tudott belenyugodni Pietro hatalmának növekedésébe, ezért rossz dózsénak tartották. A modern történészek azonban úgy vélekednek Pietróról, mint Velence egyik legnagyobb hatású dózséjáról, akinek fellépése után vált szükségessé a demokrácia, a későbbi állami berendezkedés kiépítése.

## A trón megszerzése
A neretvai szláv kalózok ellen vívott sikeres hadjárata után III. Pietro Candiano, IV. Pietro apja kiemelt tiszteletnek örvendett. Ez lehetővé tette számára, hogy a velenceiek által ellenzett dinasztikus törekvéseit érvényre juttassa. 959-ben trónjára emelte gyermekét, aki társuralkodóként kóstolhatott bele a hatalomba. Pietro a korabeli krónikák szerint hatalomra termett és hatalomra igencsak kiéhezett uralkodóként foglalta el helyét apja mellett.
A másodhegedűs szerepét nem akarta elfogadni, ráadásul ellenezte apja „puhány”, nem eléggé központosított politikáját. Ezért szövetségre lépett Guidóval, Ravenna márkijával és Itália királyával, Berengárral, akik segítettek Pietrónak eltávolítani apját a velencei trónról. Az ifjabb Pietro serege élén bevonult a városba, és megölette saját apját a hatalomért. A velenceiek sosem törődtek igazán a dózsék kilétével, és amíg az uralkodó érdekei nem ütköztek a kereskedők és a vezető arisztokrácia érdekeivel, addig teljes közönnyel viseltettek a dózse iránt. Így történt ez most is, azonban Pietro nem akarta elbocsátani szövetséges hadait, amely időközben a 962-ben megalakuló Német-római Birodalom első császárának, I. Ottónak a seregévé vált. Ottó támogatását megnyerni azonban nehezebbnek bizonyult, és ehhez át kellett formálni Velence külkapcsolatait.

## Dinasztikus külpolitika
Pietro trónra lépése után azonnal nekilátott, hogy saját érdekeinek megfelelően alakítsa Velence viszonyait. Ezek az önző érdekek, amelyek a dózse cím örökletessé tétele miatt éledtek fel, jó ideig a kereskedőváros érdekeit is szolgálták.
Pietro elsősorban Ottó birodalma felé nyitott, de igyekezett ügyelni arra, hogy a konstantinápolyi udvarral is kiváló kapcsolatokat tartson fenn. Ez utóbbi az idő múlásával egyre nehezebbé vált, de a nyugati birodalommal igen gyümölcsöző kapcsolatot épített ki. A császár birodalmába akarta olvasztani az egyre inkább függetlenedő kereskedővárost. Pietro más alternatívát ajánlott, és kiváló politikai manővereinek hála végül sikerült megőrizni, sőt megerősíteni Velence szuverenitását. 967-ben Ottó elismerte Velence ősi jogait, és biztosította birodalmában a velencei kereskedők privilégiumait. A császár a dózse hatalma alá helyezte a gradói pátriárka és a velencei püspök egyházi területeit is. Ottó azonban nem ingyen adta Pietrónak ezt az elismerést: a császári udvar évente meghatározott nagyságú adót kért a kereskedővárostól, amelyet immár birodalmi vagy velencei pénzben fizettek meg. Ezeken a következő felirat volt olvasható: Christus imperat Venecia, vagyis Krisztus uralkodik Velencén. Ez akkoriban egyben arra is utalt, hogy Jézus világi uralmat birtokló földi utódja, tehát a császár uralkodik a város felett. A szövetség megpecsételésének jeleként a császár zsoldos helyőrséget küldött a dózse palotába, amely Pietro uralmát is vigyázta.
I. János bizánci császár már korántsem volt ilyen elégedett a város vezetőjével. Zavarta, hogy a dózse a német udvarral köt egyezségeket, és így tőle kezdett el függeni. Pietro egyik rendeletében megtiltotta a rabszolgákkal való kereskedést, amely a velencei kereskedők és Bizánc között az egyik legfontosabb kapocs volt. Ezt a bizánci udvar velencei képviselője, Giovanni Zimisce szóvá is tette Pietrónál, aki válaszul megtiltotta a velenceieknek a kereskedést a szaracénokkal, akik Bizánc legnagyobb ellenségének számítottak. Az ideig-óráig helyreállított kapcsolatokat hamarosan újra felborította Pietro egyik döntése, amikor elűzte trónjáról a gradói pátriárkát, aki köztudottan Bizánc kegyeit élvezte, és saját, Vitale nevű gyermekét iktatta be a pátriárkai hivatalba. Rövid időre egybeolvasztotta a velencei és a gradói egyházmegyéket, és annak élén fiát Velence metropolitájának nevezte ki. A kapcsolatok végleg megromlottak a keleti birodalommal, és János császár titokban támogatni kezdte a dózse ellen szervezkedő arisztokraták csoportját.
Pietro dinasztikus hatalmát nemcsak a hagyományos eszközökkel, gyermeke trónra léptetésével próbálta megszilárdítani, hanem a nagyhatalmú európai uralkodócsaládokkal való házasságok révén is. Ezért hamarosan elvált első feleségétől, Giovannától, akit a Szent Zakariás kolostorba záratott, és feleségül vette a toszkánai hercegnőt, Waldradát. Az új asszony hatalmas területeket hozott magával: Treviso, Friuli és Ferrara területeire is kiterjedt ekkor a dózse hatalma. Ezen felül a hercegnő Ottó unokahúga is volt.

## Központosító belpolitika
Pietro külpolitikájának eredménye bizonyos értelemben nagy hasznot hozott a velencei kereskedőknek, hiszen amit vesztettek a rabszolgakereskedelmen, azt busásan visszakapták a szabad birodalmi kereskedelemben. Az új dózse inkább belügyeinek intézésével és irányításával hívta ki maga ellen az arisztokrácia haragját. Pietro ugyanis központosítani akarta a hatalmat, és meg akarta erősíteni a dózsék hatalmát, így belpolitikájának legjellemzőbb vonása az arisztokrácia és a kereskedők befolyásának visszaszorítása volt. Megcsapolta a kereskedők óriási jövedelmeit, és csökkentette az állami megrendeléseket.
Kibővítette a központi államhatalmat is, amikor a velencei egyházra és a hadseregre is kiterjesztette a dózsék hatalmát. Állami monopóliummá tette a kereskedelmi adók és vámok rendszerét, ezzel egyszerűsítve a kereskedelmet. Ezen döntésekben Pietro abszolút uralomra való törekvése látszódik.

### Lázadás az abszolutizmus ellen
Velencében szinte már hagyománya volt annak, hogy a zsarnokként fellépő dózsékat hogyan kell elűzni a trónról. Az arisztokráciát, a kereskedőket és a velencei köznépet is egyre jobban felingerelte a dózse viselkedése. Hatalmas adók terhelték a városlakókat, ráadásul a Dózse-palotát idegen katonák őrizték. A bizánci császár is csak szította az ellenérzéseket, és amikor 973-ban Pietro patrónusa, Ottó császár meghalt, elérkezett az idő, hogy leszámoljanak a zsarnokkal.
976-ban az egész város fellázadt Pietro uralma ellen. A féktelen nép elfogta a dózsét és Pietro nevű gyermekét, és azon nyomban felkoncolta őket. Ezután a velenceiek haragja az idegen zsoldosokra irányult, akik a palota erőd részébe zárkózva egy ideig tartani tudták magukat, de a városlakók hamarosan betörtek a palotába, és lemészárolták a katonákat. A hatalmas felfordulásban porig égett a dózse palotája és a Szent Márk-bazilika is, de a kavarodás a környező házakat sem kímélte.
A velenceiek tehát megszabadultak a zsarnoktól, de azt még nem láthatták előre, hogy Pietro uralmának a vége egyben egy új kor kezdete: egy olyan folyamatos harcnak, amelyben mintegy egy évszázadon át az abszolút uralomra törő dózsék a köztársaságpárti velenceiek ellen hadakoznak; egy olyan folyamatnak, amelyben lassanként kiformálódtak a Velencei Köztársaság intézményei.